# Иван Бешевлиев
Иван Кръстев Бешевлиев е български просветен деец и общественик, областен управител на Белоградчик.

## Биография
Иван Бешевлиев е роден през 1861 г. в Шумен, в семейството на кундурджия от село Бешевлие. Изучава се за учител и в 1890-те е директор на българското училище в Кюстенджа. На 18 януари 1895 г. под ръководството на Пападопов и заедно с Пенчо Маринов, директор на българското училище в Бабадаг, учителите Христо Илиев и Петър Глушков, книжаря Константин Фичев, търговеца Стойко Николов и други основават македонско дружество „Съгласие“. Събират и препращат парични средства в София чрез Христо Илиев, който с 50 души чета участва в Четническата акция на Македонския комитет.
По-късно Иван Бешевлиев е областен управител на Белоградчик. Негов син е българският историк Веселин Бешевлиев.
Умира през 1959 г. в София.